# Лагодівська сільська рада (Перемишлянський район)
| Лагодівська сільська рада — колишній орган місцевого самоврядування у Перемишлянському районі Львівської області з адміністративним центром у с. Лагодів. Історична дата утворення: в 1940 році. Водоймища на території, підпорядкованій даній раді: річка Добра. Сільській раді підпорядковані населені пункти: - с. Лагодів |

## Склад ради
Рада складалася з 12 депутатів та голови.

### Керівний склад ради
| ПІБ                             | Основні відомості                                                 | Дата обрання | Дата звільнення |
| ------------------------------- | ----------------------------------------------------------------- | ------------ | --------------- |
| Тивонюк Роман Миколайович       | Сільський голова, 1957 року народження, освіта, безпартійний      | 26.03.2006   | 31.10.2010      |
| Мишолівський Володимир Іванович | Сільський голова, 1983 року народження, освіта вища, безпартійний | 31.10.2010   |                 |

Примітка: таблиця складена за даними джерела